# بید لمون
بید لمون (نام علمی: Salix lemmonii) نام یک گونه از سرده بید است.